# Qué pena tu boda
Qué pena tu boda es una película chilena dirigida y escrita por Nicolás López, secuela de la película Qué pena tu vida, protagonizada por Ariel Levy y Andrea Velasco. Es una comedia romántica, estrenada en 2011.

## Sinopsis
Es la segunda parte de Qué pena tu vida y retoma la relación de Javier y Ángela (Ariel Levy y Andrea Velasco), ella acaba de descubrir que está embarazada. La noticia los lleva a concretar sus planes de matrimonio, pero las cosas se complican cuando aparece Lucía Edwards (Lorenza Izzo), una joven que llega a alterar la estabilidad de la pareja.

## Argumento
Javier y Ángela llevan cerca de un año de relación, y tras ir a la boda de unos amigos hablan sobre el matrimonio, cosa que a Javier no parece agradarle lo que lleva a que tengan una leve discusión sobre los puntos de vista de ambos; luego de reconciliarse (durante el rescate de los mineros) Ángela descubre que está embarazada y luego de escuchar al marido de su madre (quien pensaba adoptar un niño llamado Jean Pierre y que consecuencia de eso debe tomar la pieza de Javier) decide proponerle matrimonio, que Ángela acepta pese a que dudaba de que si Javier lo hacía realmente por amor o por su embarazo.
Ambos planeaban una boda simple y por el civil, sin embargo la madre de Ángela, haciendo caso omiso a su hija, contrata a Mariana (quien ya tuvo a su hijo) como su asesora de bodas, para descalabro de ambos, en especial de Ángela quien parecía que no conocía lo suficiente sobre Javier y sus costumbres y gustos (ya que Mariana prácticamente sabía todo). Mientras tanto, Javier conoce a Lucia Edwards, la joven hija estudiante en práctica de su jefe quien le pide que le enseñe sobre publicidad, aunque ella parece estar interesada más de la cuenta en él.
Durante la fiesta de cumpleaños de su jefe (en donde se da a conocer que Úrsula es la pareja de este y se encuentra embarazada), Lucia y Javier tienen relaciones en una piscina, mientras Ángela debió ser llevada a la clínica por malestares mientras planeaba la boda con Mariana; ahí se entera de que tuvo un aborto espontáneo y que pese a llamar, Javier no contestaba, y solo se da cuenta al amanecer del día siguiente cuando vio su celular de casualidad mientras dormía con Lucia. Javier intenta ocultar la verdad, pero esta sale a la luz cuando Lucia decide subir las fotos que se tomó en la piscina y etiqueta a Javier en estas, y pese a que este borro las etiquetas, Ángela en evidente estado de tristeza por lo acontecido, ve las fotos y se disgusta.
Javier recrimina a Lucia por lo hecho diciendo que se va a casar, pero Ángela a su vez le recrimina lo visto y pese a preguntarle si tuvo relaciones, Javier lo niega y la consuela por lo ocurrido diciéndole que solo tuvo una mala semana; al día siguiente, cumpleaños de Javier, Ángela le dice que por lo acontecido podría aplazar la boda, pero la respuesta positiva inmediata de Javier le hace comprender que se casaba con ella solo por su embarazo, y pese a que intenta explicar que lo hace para planear mejor las cosas, Javier termina siendo echado de la casa de Ángela, quedándose en la cuna de Jean Pierre en su propia pieza.
Intentando recomponer la relación, Javier va a buscarla a su trabajo, pero Walter, quien era compañero de trabajo de Ángela y quien también terminó recientemente con su pareja, Jesús, le dice que no ha ido a trabajar en días y le afirma que no volvería con Jesús puesto que le fue infiel; mientras Mariana intentando animar a Ángela, la lleva igualmente al casino donde se celebraría la despedida de soltera (puesto que no le devolverían el dinero pagado pese a cancelarse la boda), ahí esta última se encuentra con Tigre, quien fue plantado en el altar por su pareja María del Pilar y la lleva a su habitación a intimar con él, a la vez que Javier rechaza a Lucia (quien hasta se grabó con su celular besándose con él) por sus sentimientos hacia Ángela, pero esta, en venganza lo atropella en una pierna en el estacionamiento asegurándole que no se metiera con él. Al salir del hospital le pide a Walter que lo lleve a la casa de Ángela pero no se atreve a hablarle cuando la ve llegar con Tigre, yéndose del lugar.
Siguiendo un consejo de Walter, Javier se juega sus últimas cartas pidiéndole ayuda a Jean Paul y decide pedirle matrimonio a Ángela, quien se encontraba con mariana, en un local frente a todo los presentes, pero Lucia quien también estaba ahí, envía al celular de Ángela el video donde salía con Javier a punto de intimar, haciendo que esta se vaya del lugar. Destrozado y viendo como se burlaban de él ya que su video pidiendo matrimonio fue subido a Youtube, renuncia a su trabajo, no sin antes decirle a Lucia “Ándate a la mierda, pendeja c****”. Sin embargo, lo que no sabía es que Ángela lo rechazo a causa del video que Lucia le envió, cosa que le revela Walter puesto que ella misma se lo dijo; desesperado, busca a Ángela para decirle toda la verdad, pero ella furiosa lo increpa diciendo que lo que hizo no se le hace a la gente que uno quiere y que es el fin de todo, por lo que se marcha y ambos deciden borrar todo rastro de su relación (se muestra durante ese periodo la ciudad de Santiago con imágenes de ellos superpuestas en los edificios las cuales se van borrando conforme ellos eliminan todo registro) acabando definitivamente todo tipo de relación entre ellos.
Tiempo después, Javier y Walter caminan por el parque mientras hablan sobre Facebook y este último intenta sacarlo del lugar a la fuerza al ver a Ángela con otro hombre, pero Javier se da cuenta y ambos se acercan a hablar de su presente, tras irse, Javier la invita a salir pero como amigos ya que no podía olvidar su relación de mejores amigos durante 20 años; sin embargo, terminan en la cama y luego de unas palabras de Walter (quien vive con Javier en un departamento propio ya que este trabaja en su propia agencia publicitaria) ambos se dan cuenta de que se necesitan y Javier, seguro en esta ocasión, le propone matrimonio a Ángela quien acepta. La película finaliza con la boda de ambos, y Javier se pone a cantar mientras todos bailan el tema “Mueve Mueve” de Juan Antonio Labra, el cual era coreografiado por los vendedores del restaurant donde trabajan Ángela, Walter y Jesús.
Durante los créditos, Ángela y Javier pasan su luna de miel en Algarrobo en una lancha proporcionada por los padres de la primera, que irónicamente no tiene gasolina, y Javier revela que no llevó condones porque está dispuesto a que armen “su propio desastre”. Luego se ve a los participantes de la boca practicando la coreografía de “Mueve Mueve” y al terminar los créditos se ven a los ahora esposos en la intimidad momento en que Javier pregunta a Ángela si le han hecho “el submarino” (el cual no le sale bien) mientras sus celulares reciben llamadas de Lucia y Tigre (los personajes que usaron esa técnica en los protagonistas), respectivamente.

## Reparto principal
| Actor / Actriz | Personaje        | Breve descripción |
| -------------- | ---------------- | --- |
| Ariel Levy     | Javier Fernández | Es un joven publicista de 30 años que aún vive en la casa de su madre, además se enamora de su mejor amiga, con la cual llevan 20 años de amistad y sufre por no poder mantener su relación con su novia Ángela (Andrea Velasco) ya que llega Lucía, la hija de su jefe quien se entromete en la relación de ambos y trata de enamorar a él.                                                 |
| Andrea Velasco | Ángela de María  | Es una joven de 29 años que está enamorada de su mejor amigo y mantiene una relación amorosa con él hasta que pierde su hijo y se da cuenta de que su novio Javier (Ariel Levy) le fue infiel con otra chica, luego trata de olvidar todo pero no puede olvidarlo, luego conoce a tomás y comienza a tener una relación con el hasta que Javier la reeconquista y se termina casando con él. |
| Lorenza Izzo   | Lucía Edwards    | Es una chica de 19 años, muy atractiva y sensual, además que es hija del jefe de Javier (Willy Semler), la cual se enamorá de él hasta perder el control y separarlo de su actual novia, aunque él está muy enamorado de ella. |

## Elenco
Elenco principal
- Ariel Levy como Javier Fernández O'Ryan.
- Andrea Velasco como Ángela de María Smith.
- Lorenza Izzo como Lucía Edwards.
- Nicolás Martínez como Walter Gómez.
- Paz Bascuñán como Paz Bascuñán.
- Claudia Celedón como Patricia O'Ryan.
- Ramón Llao como Rafael Pérez.
- Julio Jung como Federico de María.
- Liliana Ross como Anavelia Smith.
- Willy Semler como Antonio Edwards.
- Ignacia Allamand como Úrsula Brunner.
- José Martínez como Cristián "Tigre" Campino.
- Alison Mandel como Paulina Sandoval.
- Matías López como Jean Paul Cárcamo.
- Felipe Avello como Jesús Poblete.
- Pablo Zúñiga como El novio loco.
- Raúl Peralta como Él Mismo.
- Gabriel Sepúlveda como Tomás, novio de Angela.
- Aranzazu Yankovic como Actriz en obra de teatro.

## Curiosidades
- Los periodistas Felipe Avello y Pablo Zúñiga hacen su segunda aparición cinematográfica con este film luego de participar en la película El Limpiapiscinas.

## Secuela
Tras el éxito de Qué pena tu vida y Qué pena tu boda, Nicolás López anunció que se realizará la tercera secuela de la película, con el nombre de Qué pena tu familia, la cual se estrenó en enero de 2013.[cita requerida]